# Myallosoma hamuligerum
Myallosoma hamuligerum är en mångfotingart som beskrevs av Karl Wilhelm Verhoeff 1928. Myallosoma hamuligerum ingår i släktet Myallosoma och familjen orangeridubbelfotingar. Inga underarter finns listade i Catalogue of Life.